# كيد كودي
كيد كودي (بالإنجليزية: Kid Cudi) مواليد 30 يناير 1984 في كليفلاند، أوهايو، الولايات المتحدة، هو ممثل ومغني أمريكي بدأ مسيرته الفنية عام 2003.

## الأعمال
- 2013: ذا كليفلاند شو (الدور: الظهور بحلقة Brownsized)
- 2014: نيد فور سبيد (الدور: بيني / مافريك)
- 2024: فخ (الدور: المفكر)

## وصلات خارجية
- الموقع الإلكتروني
- كيد كودي على موقع IMDb (الإنجليزية)
- كيد كودي على موقع ألو سيني (الفرنسية)
- كيد كودي على موقع ميوزك برينز (الإنجليزية)
- كيد كودي على موقع رولينغ ستون (الإنجليزية)
- كيد كودي على موقع تيرنر كلاسيك موفيز (الإنجليزية)
- كيد كودي على موقع إن إن دي بي (الإنجليزية)
- كيد كودي على موقع أول ميوزيك (الإنجليزية)
- كيد كودي على موقع ديسكوغز (الإنجليزية)
- كيد كودي على موقع قاعدة بيانات الفيلم (الإنجليزية)
- كيد كودي على موقع ANN person (الإنجليزية)